# San Donato Milanese
San Donato Milanese és un municipi italià, situat a la regió de Llombardia i a la ciutat metropolitana de Milà. L'any 2004 tenia 32.769 habitants.